# Iwan Pietrow (1915–2007)
Iwan Fiodorowicz Pietrow (ros. Иван Фёдорович Петров, ur. 15 grudnia 1915 w Tarusie w guberni moskiewskiej, zm. 12 września 2007 w Smoleńsku) – generał major KGB.

## Życiorys
Do 1935 był instruktorem towarzystwa sportowego "Spartak" w Moskwie, a 1936-1937 sekretarzem odpowiedzialnym amurskiej rady obwodowej tego towarzystwa i zastępcą przewodniczącego amurskiego obwodowego komitetu kultury fizycznej i sportu, 1937-1940 odbywał służbę w Armii Czerwonej, od 1939 należał do WKP(b). Był I sekretarzem Niżnie-Amurskiego Obwodowego Komitetu Komsomołu, od marca 1945 do maja 1946 I sekretarzem Chabarowskiego Krajowego Komitetu Komsomołu, a 1950-1953 I sekretarzem Czukockiego Okręgowego Komitetu WKP(b)/KPZR, 1953-1956 studiował w Wyższej Szkole Partyjnej przy KC KPZR. W 1956 został zastępcą szefa Zarządu KGB Kraju Ałtajskiego, od 1959 do stycznia 1967 był szefem Zarządu KGB Kraju Ałtajskiego w stopniu generała majora, od 23 stycznia 1967 do 2 lipca 1973 szefem Zarządu KGB Kraju Chabarowskiego, a 1973-1983 szefem Zarządu KGB obwodu smoleńskiego.

## Odznaczenia
- Order Lenina
- Order Czerwonego Sztandaru Pracy
- Order Wojny Ojczyźnianej II klasy